# Thomas Thiel

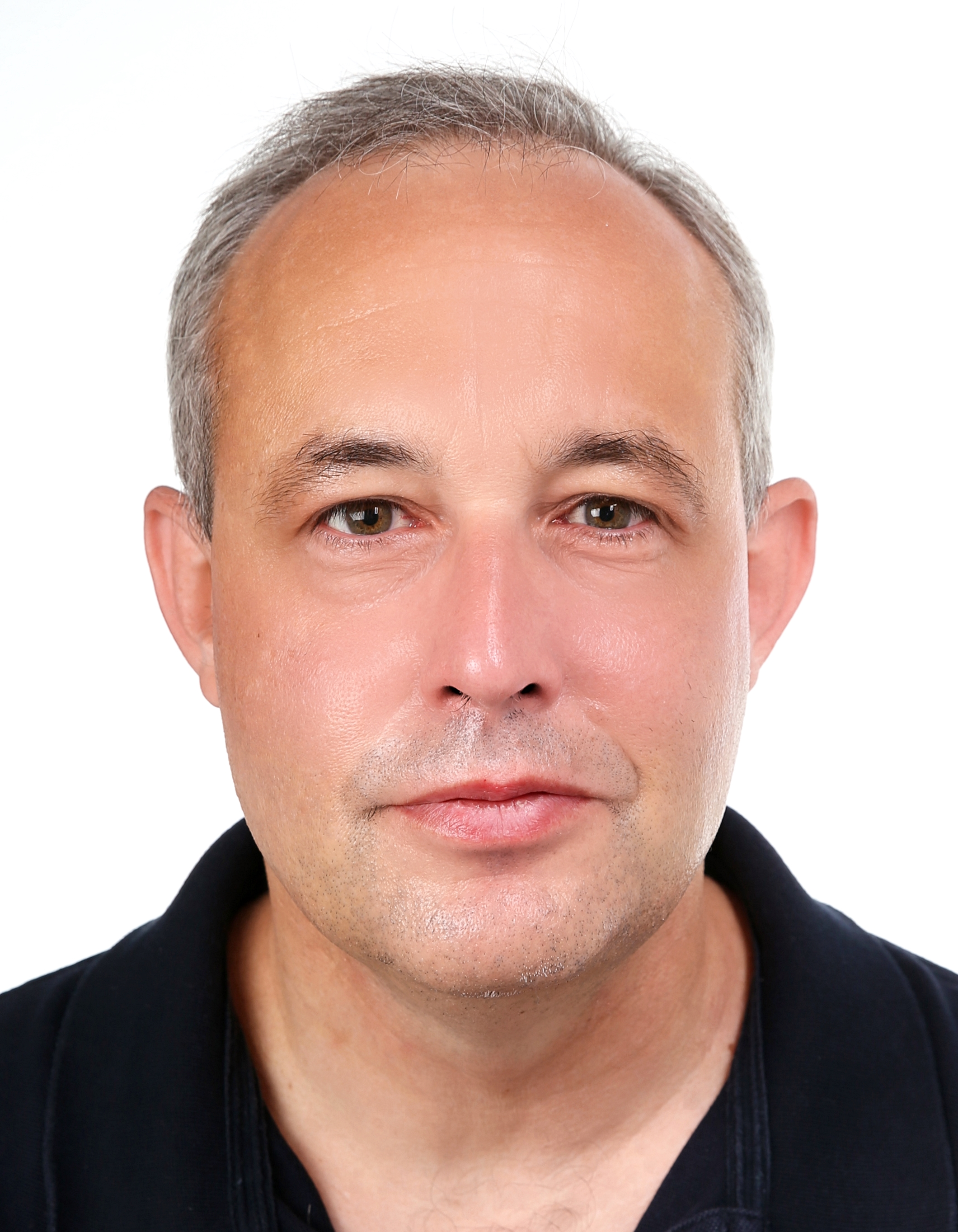
Thomas Thiel, 2024

Thomas Thiel (* 1975 in Rotenburg an der Fulda) ist ein deutscher Journalist.

## Leben
Thiel wuchs in Bamberg auf. Nach dem Besuch eines humanistischen Gymnasiums studierte er Germanistik und Geschichte in Heidelberg. Ab 2001 absolvierte er ein einjähriges Studium der Geopolitik, Makroökonomie und Europäischen Studien am Institut d’études politiques in Paris. Die von ihm 2002 am Kulturwissenschaftlichen Institut der Humboldt-Universität zu Berlin begonnene Doktorarbeit zum Thema „Konflikt von Unmittelbarkeit der Anschauung und wissenschaftsförmiger Theorie“ wurde nicht fertiggestellt.
1998 begann Thiel zunächst für die Heidelberger Studentenzeitung ruprecht zu schreiben und absolvierte dann Praktika beim Spiegel und der taz. Anschließend arbeitete er für den Tagesspiegel und die Süddeutsche Zeitung. 2005 kam er zur Frankfurter Allgemeinen Zeitung, deren Volontär er 2006 wurde. Seit 2008 ist er dort Redakteur im Feuilleton (Redaktionskürzel „tth“). Hier betreut er das Ressort Forschung und Lehre.

## Kritik
Im Januar 2023 zog die Frankfurter Allgemeine Zeitung einen Beitrag von Thiel zurück und ersetzte ihn durch eine Korrektur. Als Begründung für diese Vorgehen nannte die Zeitung eine erhebliche Zahl sachlicher Fehler. Der Journalist Hanno Hauenstein warf Thiel vor, eine einseitige und ideologisch geprägte Darstellung des Nahostkonflikts geliefert zu haben. Insbesondere bemängelte er die Verwendung einer Studie von Andrew Tucker und Wolfgang Bock, deren Autoren enge Verbindungen zu evangelikalen Organisationen haben und in ihren Aussagen laut Hauenstein problematische Narrative vertreten – etwa zur Legitimität israelischer Siedlungen im besetzten Westjordanland.

## Auszeichnungen
2008 erhielt er den Wächterpreis für Volontäre und eine Auszeichnung beim Axel-Springer-Preis für jungen Journalismus 2008.